# Association sportive de Valentigney
L'AS Valentigney est un club de football français fondé en 1920 et situé à Valentigney dans le département du Doubs.
Le club évolue pour la saison 2011-2012, en Première Division du District Belfort/Montbéliard.

## Palmarès
- Finaliste de la Coupe de France : 1926.
- Champion de France « Honneur » : 1927.
- Champion de France Amateurs : 1936.
- Champion de DH de Franche-Comté : 1961.
- Champion de DH de Franche-Comté/Bourgogne : 1921, 1923, 1924, 1925, 1926, 1927, 1929, 1930, 1931, 1934, 1936, 1937, 1938 et 1939.
- Vainqueur de la Coupe de Franche-Comté : 1982

## Repères historiques
L'Association Sportive de Valentigney est un club omnisports, comprenant une section football, fondé en 1920 autour de l'activité de l'usine des Cycles Peugeot. Le club s'avère particulièrement efficace entre les deux guerres en remportant 14 titres de champion de DH en 19 saisons ! Champion de France Honneur en 1927, puis champion de France Amateurs en 1936, le club franc-comtois dispute la finale de la Coupe de France en 1926 après avoir sorti notamment le FC Rouen et le CA Messin. Face à l'Olympique de Marseille en finale, Edmond Chavey inscrit l'unique but des Lions qui s'inclinent 4-1.
À noter que les succès de l'AS Valentigney inspire les dirigeants de Peugeot pour monter le FC Sochaux (1928). Jules Peugeot, maire de Valentigney, est alors également président de l'ASV. Avant le lancement du club sochalien, les joueurs de Valentigney profitent des avantages Peugeot, emploi en premier lieu. Peugeot ne subventionne toutefois jamais directement l'ASV.
De 1942 à 1944, lors des heures les plus sombres de la guerre, une fusion que l'on peut qualifier ici de sauvegarde, s'opère entre le FC Sochaux et l'AS Valentigney. Dès 1944, l'ASV retrouve son indépendance. Les résultats sont depuis lors très décevants. Après quelques saisons honorablement disputées dans les championnats régionaux (champion de DH en 1961), l'équipe fanion sombre dans les années 1990 dans les bas-fonds des championnats de District.